# Ragadia melita
Ragadia melita är en fjärilsart som beskrevs av Otto Staudinger 1892. Ragadia melita ingår i släktet Ragadia och familjen praktfjärilar. Inga underarter finns listade.